# De Knokkert
De Knokkert is een natuurgebied dat gelegen is op 2 km ten zuidwesten van Nieuwvliet, in de Strijdersgatpolder. Het meet 27 ha en is eigendom van Staatsbosbeheer.

## Toponymie
De naam komt van Knockaert, een van de beginnen in de Strijdersgatpolder. Het heeft niets met knokken of strijden te maken, maar een knok is een bult, een verheffing in het land dus.

## Natuurgebied
Het betreft een bosaanplant in een nauwelijks bebost gebied. Hier bestond reeds de fraaie erfbeplanting van de hoeve van de familie Erasmus, Bos van Erasmus genaamd. De hoeve werd in 1970 aangekocht door het Waterschap Het Vrije van Sluis. Door Staatsbosbeheer werd in 1971 nog 12 ha aan loofbos bijgeplant, waardoor het huidige natuurgebied ontstond, bestaande uit loofbossen en weilanden in een voormalig krekengebied.
Tegenwoordig is het een afwisselend bos waarin diverse dieren huizen, zoals ransuil, grote bonte specht en buizerd. Er zijn vleermuizen en ook de kamsalamander en de boomkikker komen er voor. Weidevogels zijn kluut, watersnip en tureluur. Nadat in 1996 de boomkikker voor het laatst was gehoord, kwam ze in 2011 weer terug.
Vanaf 2010 wordt het natuurgebied nog uitgebreid.
Er is een wandeling door het gebied uitgezet.